# Atletisme als Jocs Olímpics d'Estiu de 1924 - pentatló masculí
El pentatló masculí va ser una de les proves del programa d'atletisme disputades durant els Jocs Olímpics de París de 1924. La prova es va disputar el 7 de juliol de 1924 i hi van prendre part 30 atletes de 17 nacions diferents.

## Medallistes
| Or                  | Plata               | Bronze                |
| Eero Lehtonen (FIN) | Elemér Somfay (HUN) | Robert LeGendre (USA) |

## Rècords
Robert LeGendre va establir un nou rècord del món en el salt de llargada durant la competició. Va millorar aquests registres:
| Rècord del Món | 7.69 | Edward Gourdin   | Cambridge (GBR) | 23 de juliol de 1923 |
| Rècord Olímpic | 7.60 | Albert Gutterson | Estocolm (SWE)  | 12 de juliol de 1912 |

## Resultats

### Salt de llargada
El salt de llargada va ser la primera prova i va començar a les 2 de la tarda.
Grup 1
| Pos. | Atleta                 | Llargada | Pos. general |
| ---- | ---------------------- | -------- | ------------ |
| 1    | Robert LeGendre (USA)  | 7.765 WR | 1            |
| 2    | Brutus Hamilton (USA)  | 6.83     | 4            |
| 3    | Elemér Somfay (HUN)    | 6.77     | 5            |
| 4    | Eero Lehtonen (FIN)    | 6.68     | 7            |
| 5    | Denis Duigan (AUS)     | 6.545    | 9            |
| 6    | Gaston Médécin (MON)   | 6.49     | 10           |
| 7    | Evert Nilsson (SWE)    | 6.40     | 13           |
| 8    | Iivari Yrjölä (FIN)    | 6.25     | 18           |
| 9    | Constant Bucher (SUI)  | 6.17     | 21           |
| 10   | Roger Viel (FRA)       | 5.92     | 25           |
| 11   | Fred Zinner (BEL)      | 5.88     | 26           |
| 12   | G. Zakharopoulos (GRE) | 5.485    | 27           |
| 13   | Percy Spark (GBR)      | 5.29     | 30           |

Grup 2
| Pos. | Atleta                 | Llargada | Pos. general |
| ---- | ---------------------- | -------- | ------------ |
| 1    | Mort Kaer (USA)        | 6.96     | 2            |
| 2    | Hugo Lahtinen (FIN)    | 6.895    | 3            |
| 3    | Leo Leino (FIN)        | 6.72     | 6            |
| 4    | Göran Unger (SWE)      | 6.56     | 8            |
| 5    | Clifford Argue (USA)   | 6.46     | 11           |
| 6    | Donald Slack (GBR)     | 6.43     | 12           |
| 7    | Josse Ruth (BEL)       | 6.38     | 14           |
| 8    | Aleksa Spahić (YUG)    | 6.32     | 15           |
| 9    | Léon Courtejaire (FRA) | 6.29     | 16           |
| 10   | Albino Pighi (ITA)     | 6.25     | 17           |
| 11   | Martin Mølster (NOR)   | 6.20     | 19           |
| 12   | Harry de Keijser (NED) | 6.19     | 20           |
| 13   | Seiichi Ueda (JPN)     | 6.05     | 22           |
| 14   | Adolfo Contoli (ITA)   | 5.99     | 23           |
| 15   | Bertil Fastén (SWE)    | 5.98     | 24           |
| 16   | Antonín Svoboda (TCH)  | 5.37     | 28           |
| 17   | Stelios Benardis (GRE) | 5.345    | 29           |

### Llançament de javelina
El llançament de javelina va ser la segona de les proves i va començar a tres quarts de tres de la tarda.
Grup 1
| Pos. | Atleta                 | Llargada | Pos. general |
| ---- | ---------------------- | -------- | ------------ |
| 1    | Elemér Somfay (HUN)    | 52.07    | 2            |
| 2    | Iivari Yrjölä (FIN)    | 51.72    | 3            |
| 3    | Evert Nilsson (SWE)    | 51.17    | 4            |
| 4    | Eero Lehtonen (FIN)    | 50.93    | 5            |
| 5    | G. Zakharopoulos (GRE) | 49.00    | 7            |
| 6    | Brutus Hamilton (USA)  | 48.96    | 8            |
| 7    | Robert LeGendre (USA)  | 48.04    | 11           |
| 8    | Denis Duigan (AUS)     | 45.60    | 16           |
| 9    | Roger Viel (FRA)       | 42.58    | 19           |
| 10   | Percy Spark (GBR)      | 41.19    | 21           |
| 11   | Fred Zinner (BEL)      | 40.15    | 22           |
| 12   | Constant Bucher (SUI)  | 38.95    | 24           |
| 13   | Gaston Médécin (MON)   | 32.43    | 29           |

Grup 2
| Pos. | Atleta                 | Llargada | Pos. general |
| ---- | ---------------------- | -------- | ------------ |
| 1    | Leo Leino (FIN)        | 54.12    | 1            |
| 2    | Mort Kaer (USA)        | 50.20    | 6            |
| 3    | Hugo Lahtinen (FIN)    | 48.76    | 9            |
| 4    | Göran Unger (SWE)      | 48.45    | 10           |
| 5    | Martin Mølster (NOR)   | 47.91    | 12           |
| 6    | Bertil Fastén (SWE)    | 47.58    | 13           |
| 7    | Léon Courtejaire (FRA) | 47.58    | 14           |
| 8    | Seiichi Ueda (JPN)     | 47.47    | 15           |
| 9    | Harry de Keijser (NED) | 44.07    | 17           |
| 10   | Adolfo Contoli (ITA)   | 42.98    | 18           |
| 11   | Clifford Argue (USA)   | 41.48    | 20           |
| 12   | Albino Pighi (ITA)     | 39.82    | 23           |
| 13   | Antonín Svoboda (TCH)  | 37.88    | 25           |
| 14   | Josse Ruth (BEL)       | 36.78    | 26           |
| 15   | Stelios Benardis (GRE) | 35.58    | 27           |
| 16   | Donald Slack (GBR)     | 34.18    | 28           |
| 17   | Aleksa Spahić (YUG)    | 31.00    | 30           |

### 200 metres
La tercera prova va ser la dels 200 metres. Les sèries van començar a tres quarts de quatre de la tarda.
Sèrie 1
| Pos. | Atleta               | Temps | Pos. general |
| ---- | -------------------- | ----- | ------------ |
| 1    | Clifford Argue (USA) | 23.4  | =5           |
| 2    | Roger Viel (FRA)     | 23.8  | =8           |
| 3    | Evert Nilsson (SWE)  | 25.0  | =21          |

Sèrie 2
| Pos. | Atleta             | Temps | Pos. general |
| ---- | ------------------ | ----- | ------------ |
| 1    | Mort Kaer (USA)    | 23.0  | =1           |
| 2    | Denis Duigan (AUS) | 23.8  | =8           |
| 3    | Fred Zinner (BEL)  | 25.2  | 24           |

Sèrie 3
| Pos. | Atleta                 | Temps | Pos. general |
| ---- | ---------------------- | ----- | ------------ |
| 1    | Brutus Hamilton (USA)  | 24.4  | =18          |
| 2    | Aleksa Spahić (YUG)    | 25.0  | =21          |
| —    | G. Zakharopoulos (GRE) | DNS   | —            |

Sèrie 4
| Pos. | Atleta                | Temps | Pos. general |
| ---- | --------------------- | ----- | ------------ |
| 1    | Eero Lehtonen (FIN)   | 23.0  | =1           |
| 2    | Donald Slack (GBR)    | 23.8  | =8           |
| 3    | Constant Bucher (SUI) | 24.4  | =18          |

Sèrie 5
| Pos. | Atleta               | Temps | Pos. general |
| ---- | -------------------- | ----- | ------------ |
| 1    | Adolfo Contoli (ITA) | 23.8  | =8           |
| 2    | Göran Unger (SWE)    | 23.8  | =8           |
| 3    | Percy Spark (GBR)    | 27.0  | 28           |

Sèrie 6
| Pos. | Atleta                 | Temps | Pos. general |
| ---- | ---------------------- | ----- | ------------ |
| 1    | Elemér Somfay (HUN)    | 23.4  | =5           |
| 2    | Antonín Svoboda (TCH)  | 24.0  | =13          |
| 3    | Harry de Keijser (NED) | 24.2  | =15          |

Sèrie 7
| Pos. | Atleta              | Temps | Pos. general |
| ---- | ------------------- | ----- | ------------ |
| 1    | Josse Ruth (BEL)    | 24.2  | =15          |
| 2    | Seiichi Ueda (JPN)  | 25.4  | 25           |
| —    | Iivari Yrjölä (FIN) | DNS   | —            |

Sèrie 8
| Pos. | Atleta                 | Temps | Pos. general |
| ---- | ---------------------- | ----- | ------------ |
| 1    | Robert LeGendre (USA)  | 23.0  | =1           |
| 2    | Hugo Lahtinen (FIN)    | 23.8  | 7            |
| 3    | Léon Courtejaire (FRA) | 24.6  | 20           |

Sèrie 9
| Pos. | Atleta                 | Temps | Pos. general |
| ---- | ---------------------- | ----- | ------------ |
| 1    | Martin Mølster (NOR)   | 24.2  | =15          |
| 2    | Bertil Fastén (SWE)    | 25.8  | 26           |
| 3    | Stelios Benardis (GRE) | 26.2  | 27           |

Sèrie 10
| Pos. | Atleta               | Temps | Pos. general |
| ---- | -------------------- | ----- | ------------ |
| 1    | Leo Leino (FIN)      | 23.4  | =5           |
| 2    | Gaston Médécin (MON) | 24.0  | =13          |
| 3    | Albino Pighi (ITA)   | 25.0  | =21          |

Classificació després de tres proves
Després d'aquests tres proves, només els dotze millors competidors van poder participar en el concurs de llançament de disc.
| Pos. | Atleta                 | Salt de llargada | Javelina | 200 metres | Total |
| ---- | ---------------------- | ---------------- | -------- | ---------- | ----- |
| 1    | Mort Kaer (USA)        | 2                | 6        | 1          | 9     |
| 2    | Leo Leino (FIN)        | 6                | 1        | 4          | 11    |
| 3    | Elemér Somfay (HUN)    | 5                | 2        | 5          | 12    |
| 4    | Eero Lehtonen (FIN)    | 7                | 5        | 1          | 13    |
| 4    | Robert LeGendre (USA)  | 1                | 11       | 1          | 13    |
| 6    | Hugo Lahtinen (FIN)    | 3                | 9        | 7          | 19    |
| 7    | Göran Unger (SWE)      | 8                | 10       | 8          | 26    |
| 8    | Brutus Hamilton (USA)  | 4                | 8        | 18         | 30    |
| 9    | Denis Duigan (AUS)     | 9                | 16       | 8          | 33    |
| 10   | Clifford Argue (USA)   | 11               | 20       | 5          | 36    |
| 11   | Evert Nilsson (SWE)    | 13               | 4        | 21         | 38    |
| 12   | Martin Mølster (NOR)   | 19               | 12       | 15         | 46    |
| 13   | Donald Slack (GBR)     | 12               | 28       | 8          | 48    |
| 14   | Adolfo Contoli (ITA)   | 23               | 18       | 8          | 49    |
| 14   | Léon Courtejaire (FRA) | 16               | 13       | 20         | 49    |
| 16   | Roger Viel (FRA)       | 25               | 19       | 8          | 52    |
| 16   | Gaston Médécin (MON)   | 10               | 29       | 13         | 52    |
| 16   | Harry de Keijser (NED) | 20               | 17       | 15         | 52    |
| 19   | Josse Ruth (BEL)       | 14               | 26       | 15         | 55    |
| 20   | Albino Pighi (ITA)     | 17               | 23       | 21         | 61    |
| 21   | Seiichi Ueda (JPN)     | 22               | 15       | 25         | 62    |
| 22   | Constant Bucher (SUI)  | 21               | 24       | 18         | 63    |
| 22   | Bertil Fastén (SWE)    | 24               | 13       | 26         | 63    |
| 24   | Aleksa Spahić (YUG)    | 15               | 30       | 21         | 66    |
| 24   | Antonín Svoboda (TCH)  | 27               | 25       | 13         | 66    |
| 26   | Fred Zinner (BEL)      | 26               | 22       | 24         | 72    |
| 27   | Percy Spark (GBR)      | 30               | 21       | 28         | 79    |
| 28   | Stelios Benardis (GRE) | 29               | 27       | 27         | 83    |
| —    | Iivari Yrjölä (FIN)    | 18               | 3        | —          | DNF   |
| —    | G. Zakharopoulos (GRE) | 27               | 7        | —          | DNF   |

Després de quedar tan sols dotze competidors es van eliminar els resultats dels pentatletes no qualificats. Això va donar la següent classificació:
| Pos. | Atleta                | Salt de llargada | Javelina | 200 metres | Total |
| ---- | --------------------- | ---------------- | -------- | ---------- | ----- |
| 1    | Mort Kaer (USA)       | 2                | 5        | 1          | 8     |
| 2    | Robert LeGendre (USA) | 1                | 9        | 1          | 11    |
| 2    | Leo Leino (FIN)       | 6                | 1        | 4          | 11    |
| 4    | Eero Lehtonen (FIN)   | 7                | 4        | 1          | 12    |
| 4    | Elemér Somfay (HUN)   | 5                | 2        | 5          | 12    |
| 6    | Hugo Lahtinen (FIN)   | 3                | 7        | 7          | 17    |
| 7    | Brutus Hamilton (USA) | 4                | 6        | 11         | 21    |
| 8    | Göran Unger (SWE)     | 8                | 8        | 8          | 24    |
| 9    | Evert Nilsson (SWE)   | 11               | 3        | 12         | 26    |
| 10   | Clifford Argue (USA)  | 10               | 12       | 5          | 27    |
| 11   | Denis Duigan (AUS)    | 9                | 9        | 11         | 28    |
| 12   | Martin Mølster (NOR)  | 12               | 10       | 10         | 32    |

Eero Lehtonen i Elemér Somfay posteriors medalla d'or i plata respectivament, empataven en la quarta posició després de tres proves. El més beneficiat de l'eliminació dels no qualificats fou Robert LeGendre, que passà de la quarta a la segona posició provisional. Per contra, Denis Duigan passà de la novena a l'onzena posició.

### Llançament de disc
El llançament de disc fou la quarta prova i començà a dos quarts de cinc de la tarda. El líder després de tres proves, Mort Kaer, només va poder acabar en desena posició, mentre Eero Lehtonen, campió olímpic als Jocs de 1920, va guanyar la prova.
| Pos. | Atleta                | metres |
| ---- | --------------------- | ------ |
| 1    | Eero Lehtonen (FIN)   | 40.44  |
| 2    | Elemér Somfay (HUN)   | 37.76  |
| 3    | Brutus Hamilton (USA) | 37.70  |
| 4    | Robert LeGendre (USA) | 36.76  |
| 5    | Hugo Lahtinen (FIN)   | 36.08  |
| 6    | Göran Unger (SWE)     | 35.11  |
| 7    | Martin Mølster (NOR)  | 34.69  |
| 8    | Leo Leino (FIN)       | 33.62  |
| 9    | Evert Nilsson (SWE)   | 33.45  |
| 10   | Mort Kaer (USA)       | 32.70  |
| 11   | Denis Duigan (AUS)    | 27.26  |
| —    | Clifford Argue (USA)  | DNS    |

Després de la quarta prova, només els sis millors pentatletes van disputar l'última prova. Mort Kaer, que sols havia pogut acabar en desena posició el llançament de disc, va passar a la quarta posició de la general. Els sis primers llocs no van canviar i tres finlandesos, dos nord-americans i un hongarès van lluitar per les medalles.
| Pos. | Atleta                | Salt de llargada | Javelina | 200 metres | Disc | Total |
| ---- | --------------------- | ---------------- | -------- | ---------- | ---- | ----- |
| 1    | Eero Lehtonen (FIN)   | 7                | 4        | 1          | 1    | 13    |
| 2    | Elemér Somfay (HUN)   | 5                | 2        | 5          | 2    | 14    |
| 3    | Robert LeGendre (USA) | 1                | 9        | 1          | 4    | 15    |
| 4    | Mort Kaer (USA)       | 2                | 5        | 1          | 10   | 18    |
| 5    | Leo Leino (FIN)       | 6                | 1        | 4          | 1    | 19    |
| 6    | Hugo Lahtinen (FIN)   | 3                | 7        | 7          | 5    | 22    |
| 7    | Brutus Hamilton (USA) | 4                | 6        | 11         | 3    | 24    |
| 8    | Göran Unger (SWE)     | 8                | 8        | 8          | 6    | 30    |
| 9    | Evert Nilsson (SWE)   | 11               | 3        | 12         | 9    | 35    |
| 10   | Denis Duigan (AUS)    | 9                | 9        | 11         | 11   | 39    |
| 10   | Martin Mølster (NOR)  | 12               | 10       | 10         | 7    | 39    |
| —    | Clifford Argue (USA)  | 10               | 12       | 5          | DNS  | DNF   |

En aquesta ocasió no s'eliminen els resultats dels atletes no classificats.

### 1.500 metres
La cursa dels 1.500 metres fou la cinquena, i darrera, prova. Començà a un quart de sis de la tarda.
| Pos. | Atleta                | Temps  |
| ---- | --------------------- | ------ |
| 1    | Eero Lehtonen (FIN)   | 4:47.1 |
| 2    | Elemér Somfay (HUN)   | 4:48.4 |
| 3    | Robert LeGendre (USA) | 4:52.6 |
| 4    | Leo Leino (FIN)       | 4:55.4 |
| 5    | Hugo Lahtinen (FIN)   | 4:55.6 |
| 6    | Mort Kaer (USA)       | 5:38.6 |